# Wait But Why
Wait But Why (WBW) — сайт, заснований Тімом Урбаном (англ. Tim Urban) та Ендрю Фінном (англ. Andrew Finn). Сайт охоплює велику кількість різноманітних тем і побудований в форматі лонгрід-блога.

## Короткий опис
Зазвичай публікації сайту «Wait But Why» не лише детально інформують читача про різноманітні актуальні події та проблеми (напр. штучний інтелект, космічний простір, прокрастинація), але й не позбавлені розважальності, насамперед завдяки «легкому» стилю Тіма Урбана та його лаконічним і дотепним ілюстраціям.
У червні 2015 року Ілон Маск звернувся до Тіма Урбана з проханням написати про його компанії та пов'язані з ними галузі індустрії. Це призвело до появи серії публікацій з чотирьох частин. Тім Урбан кілька разів брав інтерв'ю в Ілона Маска, в яких обговорювалася важливість «зеленого транспорту», сонячної енергетики та майбутнього освоєння космосу.